# Campylocentrum intermedium
Campylocentrum intermedium är en orkidéart som först beskrevs av Heinrich Gustav Reichenbach och Johannes Eugen ius Bülow Warming, och fick sitt nu gällande namn av Robert Allen Rolfe. Campylocentrum intermedium ingår i släktet Campylocentrum och familjen orkidéer. Inga underarter finns listade i Catalogue of Life.